# Phintella piatensis
Phintella piatensis Barrion & Litsinger, 1995 è un ragno appartenente alla famiglia Salticidae.

## Etimologia
Il nome della specie deriva dal villaggio di Piat dell'isola filippina di Luzon

## Caratteristiche
Questa specie è distinguibile dalle altre Phintella per la presenza di due macchie puntiformi di colore nero sulla pars thoracica del cefalotorace, oltre che per una linea a forma di "X", di colore scuro, presente sull'opistosoma.

## Biologia
Questo ragno è mirmecofilo, cioè vive in associazione con le formiche, in particolare con le colonie di Oecophylla smaragdina (Formicinae).

## Distribuzione
La specie è endemica delle Filippine; Gli esemplari esaminati provengono dal villaggio di Piat, nella provincia di Cagayan dell'luzon.

## Tassonomia
Al 2012 non sono note sottospecie.